# John O’Hare
John O’Hare (Renton, 1946. szeptember 24. –) válogatott skót labdarúgó, csatár.

## Pályafutása

### Klubcsapatban
1964 és 1967 között a Sunderland labdarúgója volt. 1967-ben kölcsönben a kanadai Vancouver Royals Canadians csapatában szerepelt. 1967 és 1974 között a Derby County játékosa volt, ahol egy angol bajnoki címet szerzett (1971–72). 1974–75-ben a Leeds United, 1975 és 1980 között a Nottingham Forest  labdarúgója volt. 1977-ben és 1978-ban kölcsönben az amerikai Dallas Tornado együttesében játszott. A Foresttel egy angol bajnoki címet (1977–78) és két BEK-győzelmet (1978–79, 1979–80) szerzett.

### A válogatottban
1970 és 1972 között 13 alkalommal szerepelt a skót válogatottban és öt gólt szerzett.

## Sikerei, díjai
Derby County
- az év játékosa (1970)
- Angol bajnokság (First Division)
  - bajnok: 1971–72
- Angol bajnokság – másodosztály (Second Division)
  - bajnok: 1968–69
- Texaco-kupa
  - győztes: 1971–72
- Watney-kupa
  - győztes: 1970

 Nottingham Forest
- Angol bajnokság
  - bajnok: 1977–78
- Angol ligakupa
  - győztes (2): 1977–78, 1978–79
- Angol szuperkupa (FA Charity Shield)
  - győztes: 1978
- Bajnokcsapatok Európa-kupája (BEK)
  - győztes (2): 1978–79, 1979–80
- UEFA-szuperkupa
  - győztes: 1979
  - döntős: 1980
- Interkontinentális kupa
  - döntős: 1980

## Statisztika

### Mérkőzései a skót válogatottban
| Skócia | Skócia             | Skócia                       | Skócia         | Skócia   | Skócia         | Skócia             | Skócia | Skócia  |
| #      | Dátum              | Helyszín                     | Hazai          | Eredmény | Vendég         | Kiírás             | Gólok  | Esemény |
| ------ | ------------------ | ---------------------------- | -------------- | -------- | -------------- | ------------------ | ------ | ------- |
| 1.     | 1970. április 18.  | Belfast, Windsor Park        | Észak-Írország | 0 – 1    | Skócia         | brit házibajnokság | 1      | 58'     |
| 2.     | 1970. április 22.  | Glasgow, Hampden Park        | Skócia         | 0 – 0    | Wales          | brit házibajnokság | -      |         |
| 3.     | 1970. április 25.  | Glasgow, Hampden Park        | Skócia         | 0 – 0    | Anglia         | brit házibajnokság | -      |         |
| 4.     | 1970. november 11. | Glasgow, Hampden Park        | Skócia         | 1 – 0    | Dánia          | Eb-selejtező       | 1      | 14' 75' |
| 5.     | 1971. február 3.   | Liège, Stade de Sclessin     | Belgium        | 3 – 0    | Skócia         | Eb-selejtező       | -      |         |
| 6.     | 1971. május 15.    | Cardiff, Ninian Park         | Wales          | 0 – 0    | Skócia         | brit házibajnokság | -      |         |
| 7.     | 1971. május 18.    | Glasgow, Hampden Park        | Skócia         | 0 – 1    | Észak-Írország | brit házibajnokság | -      | 46'     |
| 8.     | 1971. október 13.  | Glasgow, Hampden Park        | Skócia         | 2 – 1    | Portugália     | Eb-selejtező       | 1      | 23'     |
| 9.     | 1971. november 10. | Aberdeen, Pittodrie Stadion  | Skócia         | 1 – 0    | Belgium        | Eb-selejtező       | 1      | 5'      |
| 10.    | 1971. december 1.  | Amszterdam, Olimpiai Stadion | Hollandia      | 2 – 1    | Skócia         | barátságos         | -      | 56'     |
| 11.    | 1972. április 26.  | Glasgow, Hampden Park        | Skócia         | 2 – 0    | Peru           | barátságos         | 1      | 47'     |
| 12.    | 1972. május 20.    | Glasgow, Hampden Park        | Skócia         | 2 – 0    | Észak-Írország | brit házibajnokság | -      |         |
| 13.    | 1972. május 24.    | Glasgow, Hampden Park        | Skócia         | 1 – 0    | Wales          | brit házibajnokság | -      | 56'     |
|        | Összesen           |                              |                | 13       | mérkőzés       |                    | 5      | gól     |